# Euterpe catinga
Euterpe catinga är en enhjärtbladig växtart som beskrevs av Alfred Russel Wallace. Euterpe catinga ingår i släktet Euterpe och familjen Arecaceae.

## Underarter
Arten delas in i följande underarter:
- E. c. catinga
- E. c. roraimae